# Peder Månsson (Stierna)
Peder Månsson, var en svensk häradshövding.

## Biografi
Månsson var son till Måns Nilsson och Carin Pedersdotter. Han var väpnare och blev 24 september 1492 häradshövding i Västra härad. Månsson var åtminstone häradshövding i nämnda härad fram till 17 februari 1518. Han var 1503 sven hos riksföreståndaren Svante Sture, senare dennes och Sten Stures förtroendeman.
Månsson ägde gården Säby i Bäckaby socken.

### Familj
Månsson var gift med Estrid Arvidsdotter. Hon var dotter till rikrådet Arvid Knutsson (Drake af Intorp) och Anna Göstafsdotter. De fick tillsammans barnen väpnaren Lars Pedersson, häradshövdingen Måns Pedersson (död omkring 1575) och Estrid Pedersdotter som var gift med slottsloven Isak Birgersson (halvhjort) på Kalmar slott.